# Destructoid
Destructoid是一个主要关注独立电子游戏的部落格，成立于2006年3月，属ModernMethod旗下。